# ピーター・ラモント
ピーター・ラモント（Peter Lamont、1929年11月12日 - 2020年12月18日）は、イギリス出身の映画プロダクション・デザイナー、美術監督。
映画「007シリーズ」第3作『ゴールドフィンガー』に、プロダクション・デザイナーのケン・アダムに誘われて参加。以後、第21作『カジノ・ロワイヤル』まで、第18作『トゥモロー・ネバー・ダイ』を除くシリーズ全ての作品に携わっている。第12作『ユア・アイズ・オンリー』からは、ケン･アダムに替わってプロダクション・デザイナーに昇格。美術部門の最高責任者として、シリーズの世界観の構築に貢献している。
『タイタニック』では、タイタニック号の内外を忠実に再現し、1997年度アカデミー美術賞を受賞した。

## 主要作品

### 007シリーズ

#### セット・デコレーター他
- 007 ゴールドフィンガー（1964）　クレジットなし
- 007 サンダーボール作戦（1965）　クレジットなし
- 007は二度死ぬ（1967）
- 女王陛下の007（1969）
- 007 ダイヤモンドは永遠に（1971）

#### 美術監督
- 007 死ぬのは奴らだ（1973）　副-
- 007 黄金銃を持つ男（1974）　副-
- 007 私を愛したスパイ（1977）
- 007 ムーンレイカー（1979）

#### プロダクション・デザイナー
- 007 ユア・アイズ・オンリー（1981）
- 007 オクトパシー （1983）
- 007 美しき獲物たち（1985）
- 007 リビング・デイライツ（1987）
- 007 消されたライセンス（1989）
- 007 ゴールデンアイ（1995）
- 007 ワールド・イズ・ノット・イナフ（1999）
- 007 ダイ・アナザー・デイ（2002）
- 007 カジノ・ロワイヤル（2006）

### その他

#### セット・デコレーター
- 屋根の上のバイオリン弾き（1971）

#### 美術監督
- 探偵スルース（1972）
- ダブ（1974）
- 怪盗軍団（1975）
- ブラジルから来た少年

#### プロダクション・デザイナー
- トップ・シークレット（1984）
- エイリアン2（1986）
- トゥルーライズ（1994）
- タイタニック（1997） アカデミー美術賞受賞
- ウィング・コマンダー（1999）